# Schmalegrundskopf
Der Schmalegrundskopf ist ein knapp 770 m hoher Berg im Thüringer Wald. Er befindet sich im Landkreis Hildburghausen, Gemeinde Schleusegrund, unmittelbar nördlich der Talsperre Schönbrunn. 
Der Rücken des Schmalegrundskopfes zweigt vom Großen Burgberg (817 m) am Rennsteig nach Süden ab und wird westlich von der Gabel, östlich von der Tanne und nach Süden von der beide Bäche und ihren Vorfluter Schleuse stauenden Talsperre Schönbrunn. Sein 2 km entfernter Südgipfel Hohenofenkopf (736,3 m) ist zu 270° von der Talsperre umgeben.
Benachbarte Berge sind im Nordwesten, jenseits der Gabel, der Vordere Arolsberg (718 m), im Westen, jenseits des Sees, der Schmiedswiesenkopf (784 m) und im Osten, jenseits der Tanne, der Kohlhieb (790 m) am Rennsteig, der nach Südwesten in Schwefelkopf (774 m) und Sommerberg (756 m) übergeht, welche durch den Nordost-Arm des Sees vom Hohenofenkopf, dem sie südöstlich gegenüberstehen, getrennt werden.